# Christian von Brokes

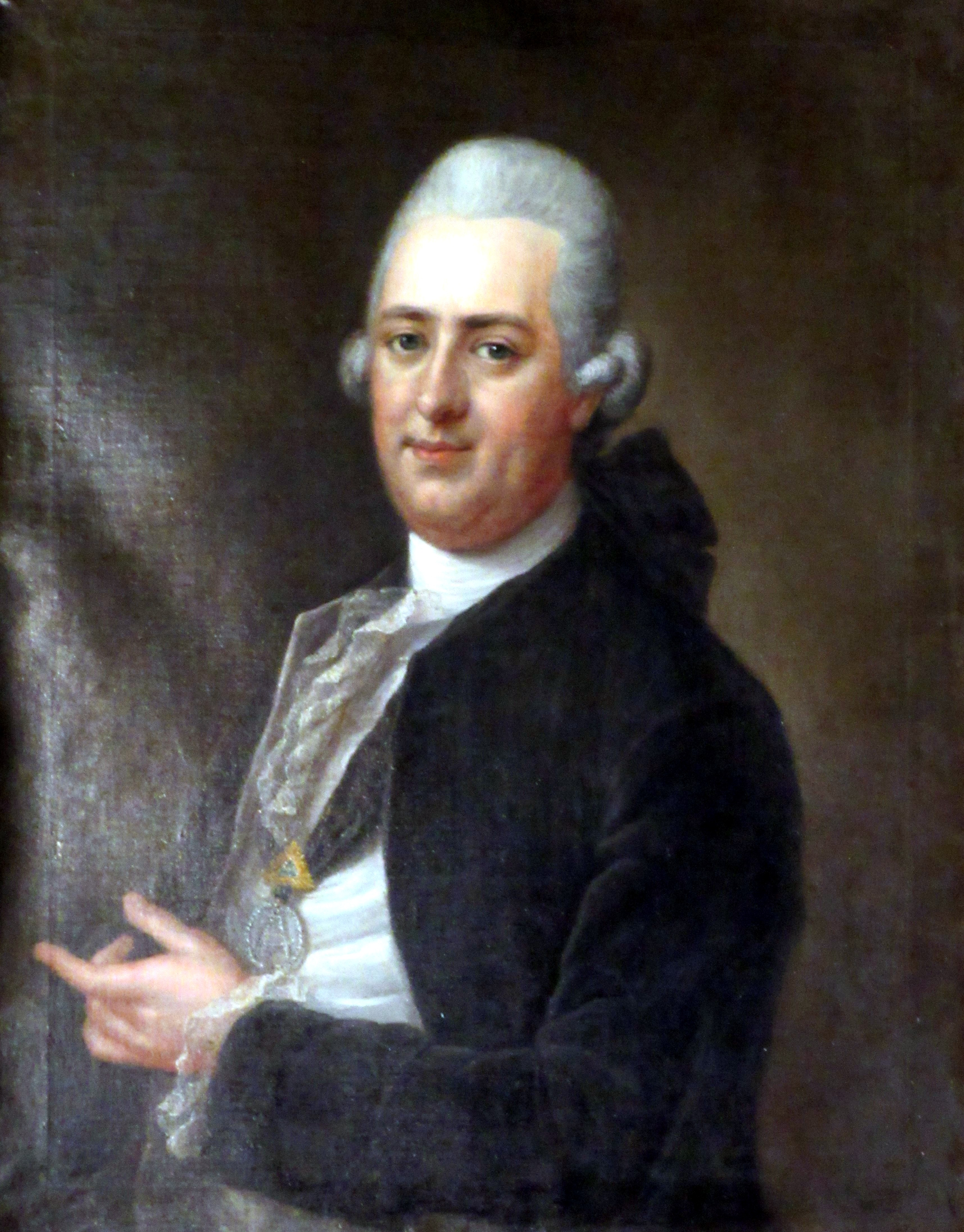
Christian von Brokes mit dem Abzeichen der Zirkelgesellschaft

Christian von Brokes (* 1747 in Lübeck; † 29. Dezember 1802 ebenda) war Ratsherr der Hansestadt Lübeck.

## Leben

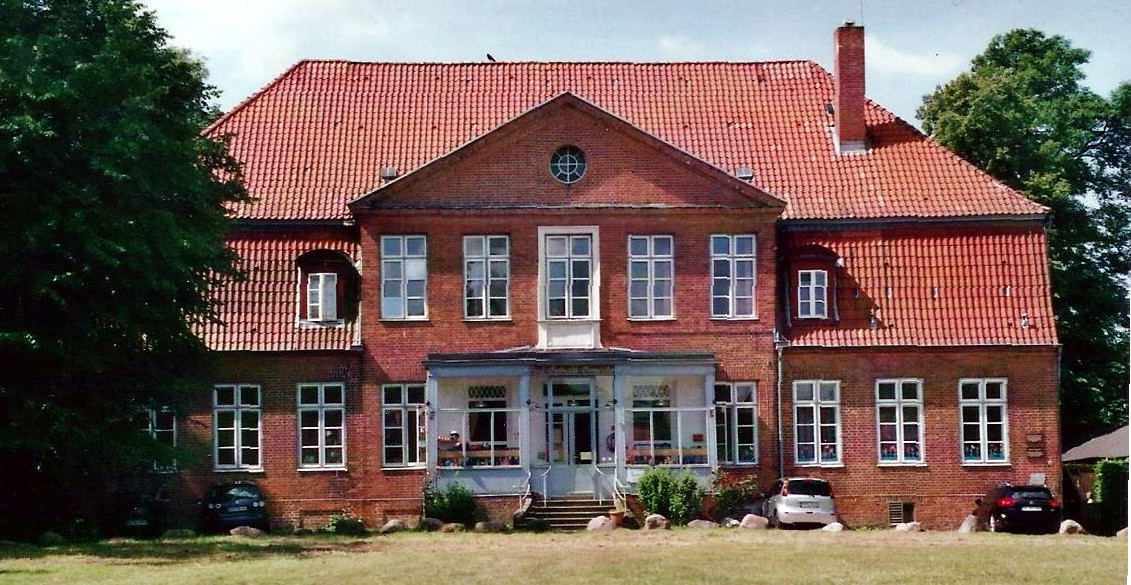
Herrenhaus des ehemaligen Gutes Krempelsdorf

Der Familie Brokes gehörte für sechs Generationen eine Hälfte des Lübschen Gutes Krempelsdorf. Vorbesitzer war der Lübecker Bürgermeister Heinrich Brockes II., ein Onkel Christians. Christian Brokes wurde Mitglied der patrizischen Zirkelgesellschaft, die eine degenerative Spätphase erreicht hatte, und erreichte seine Nobilitierung durch Kaiser Leopold II., beides im Jahr 1773. Er erbaute 1786 das Herrenhaus Krempelsdorf vor den Toren der Stadt, heute als Gemeindehaus der Paul-Gerhard-Gemeinde genutzt. Das Gut Krempelsdorf konnte von der Familie Brokes nicht gehalten werden, um 1792 ist die Familie von Witzendorff neben den von Albedyll als Eigentümer belegt. Christian von Brokes bewohnte 1798 in Lübeck das Haus Johannisstraße 5, also in zentraler Lage der Lübecker Altstadt und das Lübecker Adressbuch von 1798 gibt als Berufsbezeichnung „Patricier“ für ihn an. 1800 wurde er zum Ratsherrn der Stadt gewählt. Zudem war er Mitglied der Lübecker Freimaurerloge Zur Weltkugel.

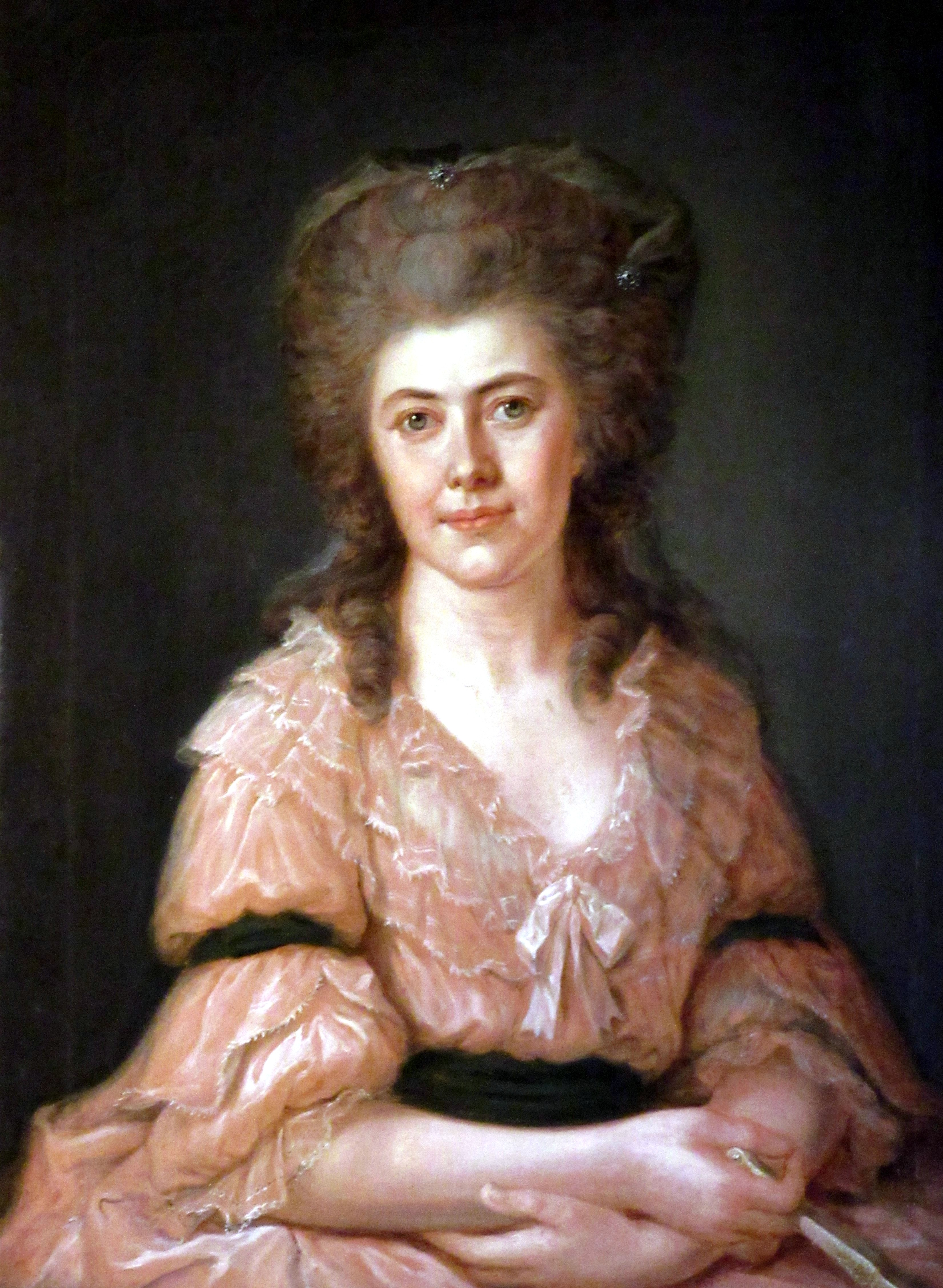
Cecilie von Brokes

Er war seit 1774 verheiratet mit Margaretha Cecilie (1755–1828), geb. Wibbeking, einer Tochter des Hamburger Advokaten Johann Diedrich Wibbeking (1716–1758) und seiner Frau Maria Catharina, geb. Bauer. Das Paar hatte sieben Kinder, der spätere Ratsherr Johann Georg Arnold von Brokes war ein Sohn des Paares.